# 火燄公主
〈火焰公主〉（英語：Incendium）是《探險活寶》第三季的第26集。在卡通頻道2012年2月13日播出。本集以阿寶和老皮為主角。在這一集裡，老皮要火焰國王同意阿寶與他的女兒約會，火焰公主為了幫正失戀的阿寶。但老皮最終激怒了公主，她立即衝進樹屋對阿寶動手。後續劇情跟第四季〈水火不容的愛〉銜接。